# جاله
 جاله  بكسر اللام وتسكين الهاء، قرية كبيرة جامعة، تتبع ناحية كوخرد ( بالفارسية: بخش كوخرد ) من توابع مدينة بستك وتقع في محافظة هرمزگان في جنوب إيران. بينها وبين قرية كریند بضعة أمتار، وتقع في وادي خوني, وعلى مقربة وادي نيد بمسافة 500 متر.

## حدود قرية جاله
من الشمال: قرية كریند، ومن الجنوب نهر مهران، ومن الغرب طريق قرية كوخرد، ومن الشرق تنتهي بـقرية كوردان.

## السكان
يبلغ تعداد سكان هذه القرية حوالي (260) شخص  من أهل السنة والجماعة وعلى المذهب الشافعي يتكلمون يتكلون الفارسية باللهجة المحلية، ، ويمتهنون بمهنة الزراعة. بها خمسة برك لحفظ مياه الأمطار، وبعض الآبار الارتوازية القديمة، وبها مزارع النخيل والخضروات. في الماضي كانوا يسقون المزارع بواسطة اليازرة، أما الآن فقد نصبوا مضخات حديثة على الآبار، ومن أهم المنتوجات الخس، والجرجير، والفجل، والباذنجان، والطماطم، والبصل، وكذلك تزرع البر والشعير والحبحب. بها مسجدين ومدرسة مشتركة وعيادة صحية صغيرة.

## موقع القرية عل خارطة غوغل ماب
- موقع جاله كوخرد على: Google Maps